# Maurice Guibert
Maurice Guibert (Passy, 12 août 1856 - Paris, 13 janvier 1922) est un photographe amateur français surtout connu pour avoir été ami avec Henri de Toulouse-Lautrec.

## Biographie
Il est né le 12 août 1856 à Passy (Seine) et mort le 13 janvier 1922 à Paris au 15, villa Guibert.
Guibert était un riche rentier, propriétaire avec son père Prosper Guibert, de la moitié d’un quartier du 16e arrondissement à Paris dont il tira de confortables revenus.
Il fut représentant de la société de champagne Moët et Chandon jusqu’en 1894, ce qui l’amena à fréquenter les établissements de boissons et les lieux de plaisir. Il fit ainsi la connaissance du jeune Henri de Toulouse-Lautrec en 1887, alors âgé de 23 ans. 
Plutôt petit de taille, au regard globuleux, son influence sur son jeune ami a été jugée néfaste, car il l’entraînera dans des bars chics ou des maisons closes de luxe. Généreux, enthousiaste, plein d’humour, il aime plaisanter et faire des blagues qu’il met en scène pour les photographier.
Excellent amateur photographe, il sera membre de la Société française de photographie et fera des reportages photographiques de diverses régions de France et d’Afrique du Nord, comme par exemple les clichés de l’Exposition universelle de 1889, montrant la construction de la tour Eiffel. Plusieurs de ses albums seront donnés par la veuve de son jeune demi-frère Paul Guibert à son décès au Cabinet des estampes de la Bibliothèque nationale de France,.
On connaît des portraits photographiques de Toulouse-Lautrec qui ont parfois amené à une peinture de Lautrec, telle que le tableau À la mie (1891) :
| |  |  |
| À gauche : photographie de Paul Sescau (un modèle avec Maurice Guibert) (1891). À droite : Henri de Toulouse-Lautrec, À la mie (1891), musée des beaux-arts de Boston. |  |  |

Il suit Henri de Toulouse-Lautrec à Arcachon en 1890. Il sera fréquemment son compagnon de vacances et d’excursions. À Arcachon, Guibert photographie en 1894 le peintre déguisé en muezzin, puis en 1896, leurs facéties consistent au trucage de la pendaison du pilote d’automobile Étienne Giraud. En 1897, Lautrec incite Guibert à acheter un voilier, le Show-Fly, et un petit vapeur, l'Olifan.
Connu la plupart de sa vie comme célibataire malgré ses nombreuses conquêtes, il finira par se marier à 57 ans le 21 octobre 1913 et n’aura pas d’enfant. Toulouse-Lautrec a habité chez lui.

## Galerie

Portraits d'Henri de Toulouse-Lautrec par Maurice Guibert
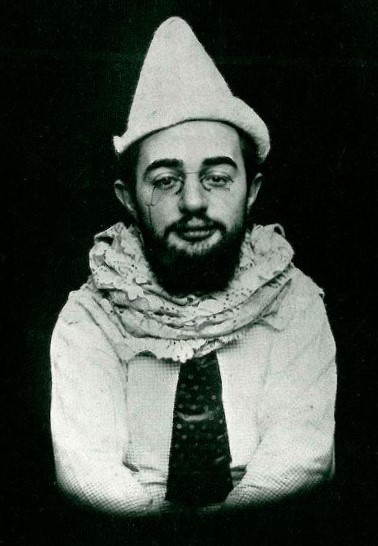
Vers 1887.
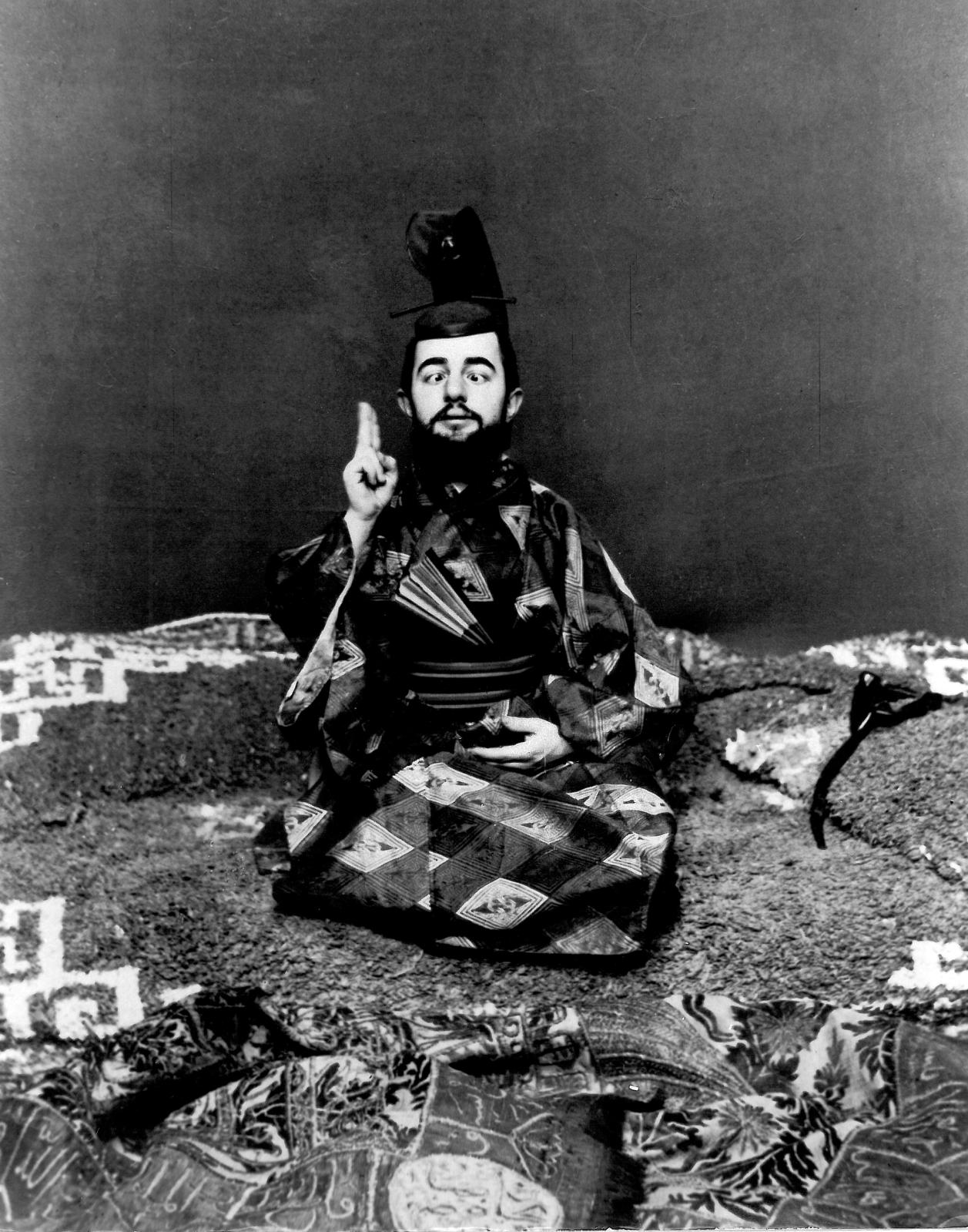
Vers 1887.
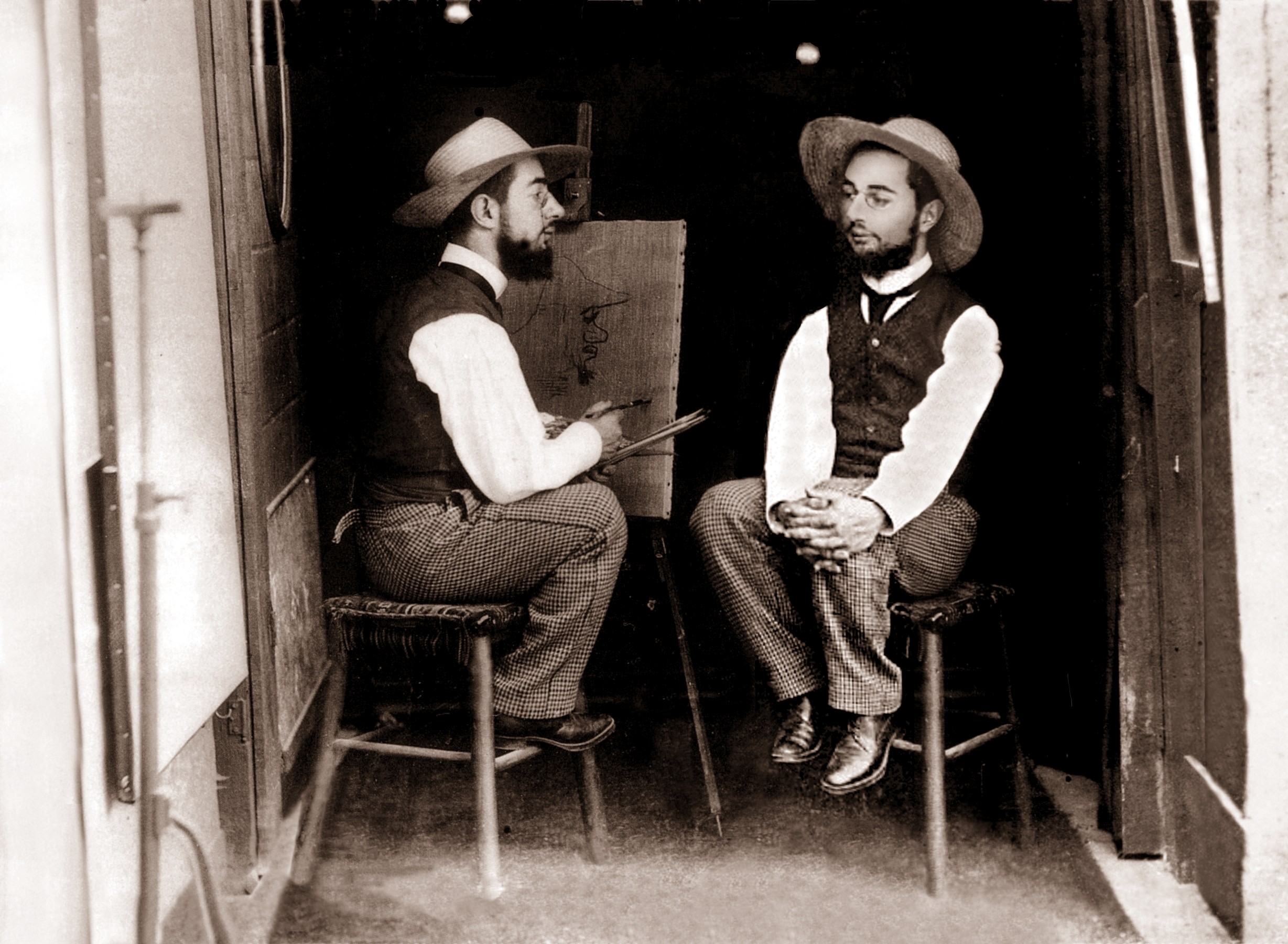
Photomontage (vers 1891).
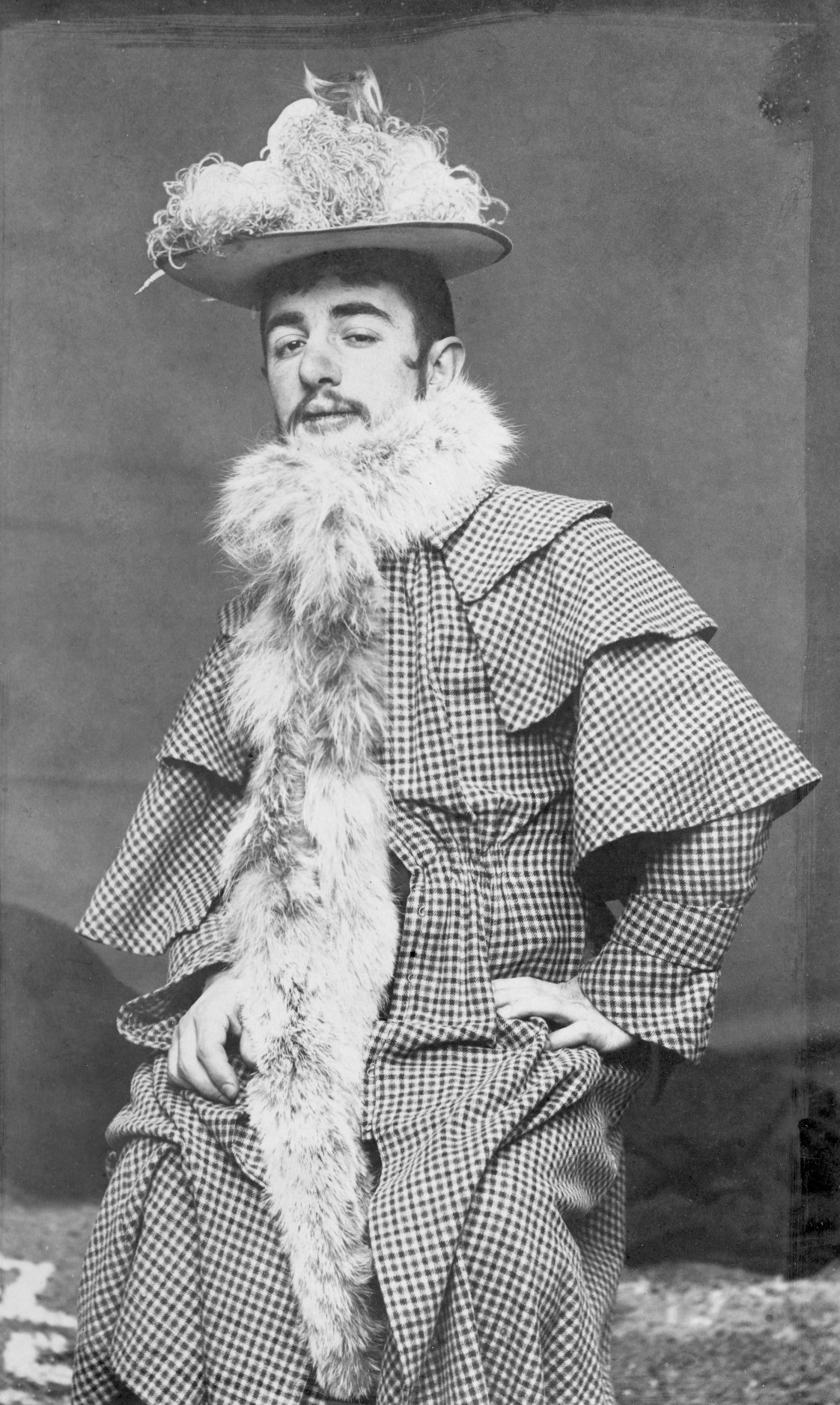
Portrait au boa (1892).
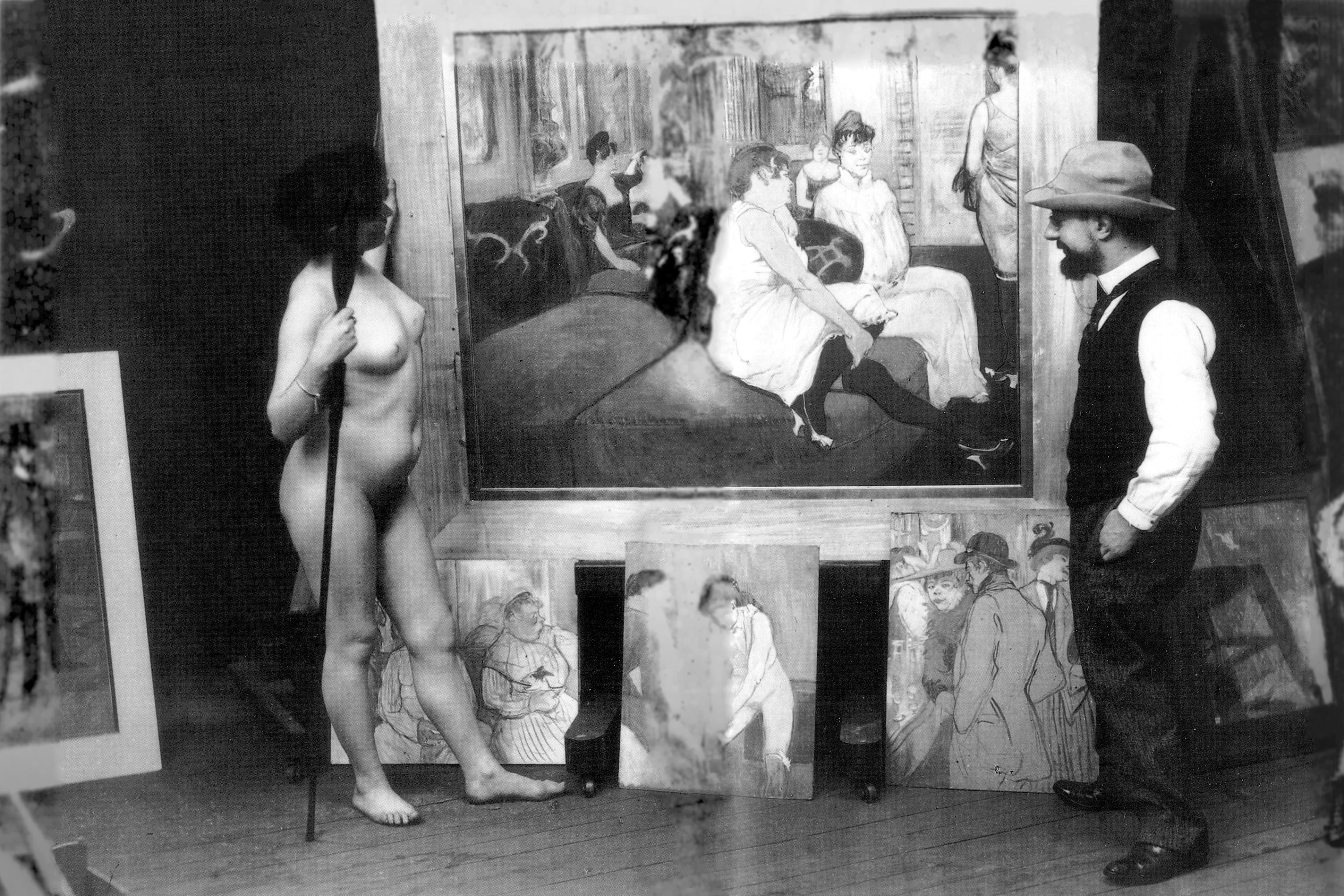
Toulouse-Lautrec dans son atelier (1895).